# Žurnalnyj zal
Žurnalnyj zal (z ruštiny, azbukou Журнальный зал, česky volně přeloženo Časopisový portál) je ruský internetový literární portál, který prezentuje činnost tzv. „tlustých žurnálů“, tedy literárních a literárněvědných časopisů vycházejících v Rusku i v zahraničí.

## Popis portálu
Časopisový portál nabízí on-line prohlížení časopisů „Arion“, „Volha“, „Přátelství národů“ («Дружба народов»), „Zahraniční zápisky“ («Зарубежные записки»), „Prapor“ («Знамя»), „Zahraniční literatura“ («Иностранная литература»), „Něva“, „Nová Mládež“ («Новая Юность»), „Nový literární přehled“ («Новое литературное обозрение»), „Nový svět“ («Новый мир»), „Říjen“ («Октябрь»), „Ural“ a další.
Některé časopisy mají také své vlastní webové stránky. Časopisový portál navíc prostřednictvím sestaveného síťového katalogu poskytuje přístup k časopisům, které do projektu nebyly zařazeny. Dostupné jsou zde rovněž odkazy na webové stránky několika literárních ocenění, s nimiž některé časopisy vedené v portálu spolupracují. Jsou zde k dispozici i odkazy na webové stránky vybraných autorů.
Kurátorem Časopisového portálu je Sergej Kostyrko. Manažerkou projektu byla do června 2013 Taťjana Tichonovová.

## Historie webových stránek
Na Internetu začal Časopisový portál fungovat v roce 1996. Nejprve byl uveden na webových stránkách společnosti „Agama“ («Агама»). Od roku 1998 do roku 2000 byl veden na stránkách „Info-Art“ («Инфо-Арт»), poté v letech 2000–2001 na webu „Rusko-on-line“ («Россия-он-лайн») a od roku 2001 na webových stránkách „Ruský žurnál“ («Русский журнал»).
Na webových stránkách projektu se uvádí:
"Časopisový portál byl zakládán v letech 1995–1999. Jednalo se o jistý druh on-line federace několika tlustých literárních časopisů, jejichž vedení se dohodla, že budou na Internetu vystupovat společně. V počátcích fungování Časopisového portálu se vyjasnila koncepce webu. Ta spočívala v představení fenoménu ruské literatury tlustých časopisů v jeho současné podobě, tedy jako fenoménu především estetického."
Spisovatelka a šéfredaktorka on-line časopisu „Mléko“ («Молоко») Lidija Sičeva se domnívá, že Časopisový portál byl vytvořen s cílem rozdělit spisovatele na „vlastní“ a „cizí“. Podle ní šlo také o to, aby „liberálové“ vytěsnili „vlastence“ z literárního světa (časopisy „Moskva“, „Náš současník“ («Наш современник»), „Časopis románů“ («Роман-газета») a řada dalších místních časopisů totiž v Časopisovém portálu zastoupena není).
Vydavatele Jevgenij Stěpanov říká:
"V literatuře dodnes existuje vlastní nomenklatura publikací (i autorů) a vlastní samizdat. K této nomenklatuře, která pevně dodržuje svůj stanovený řád, bych zařadil časopisy publikované v Časopisovém portále, a časopisy, které jsou dotovány státem (i takové stále existují). K samizdatu pak samofinancující se časopisy, které nepravidelně vydávají podobně smýšlející spisovatelé („Časopis básníků“ («Журнал поэтов»), „Akt. Samizdatová literatura“ («Акт. Литературный самиздат»), „Slovolov“, „Orfej“, „Vasilisk“, internetové publikace „TextOnly“ a „Druhá hemisféra“ («Другое полушарие»))."
Nezávislý publicista Leonid Levinzon, který se přehledu tlustých časopisů věnuje na svém blogu, vysvětluje vyhraněný zájem Časopisového portálu o určité publikace (tedy o stěžejní časopisy z hlavního města a časopisy regionální bez zahrnutí nových a zahraničních) tím, že ostatní časopisy „bez ohledu na jejich kvalitu, v žádném případě nemají vliv na literární dění v metropoli“. Levinzon se zabývá časopisy „Volha“, „Den a noc“, „Přátelství národů“, „Hvězda“ («Звезда»), „Prapor“, „Něva“, „Nový svět“, „Říjen“, „Sibiřské ohně“ («Сибирские огни») a „Ural“.

### Zařazování nových časopisů do Časopisového portálu
Do Časopisového portálu bylo zpočátku možné vstoupit cestou podání přihlášky. Ta dále podléhala posouzení Radou portálu, kterou tvořili šéfredaktoři všech časopisů zařazených do projektu.
V sekci „Novinky v Časopisovém portálu“ jsou vedeny časopisy „Zrcadlo“ («Зеркало», Tel Aviv), „Svaz spisovatelů“ («©оюз писателей», Charkov), „Den a noc“ (Krasnojarsk), „Děti Ra“ («Дети Ра», Moskva), „Jeruzalémský časopis“ («Иерусалимский журнал»), „Interpoezija“ («Интерпоэзия», New York), „Kreščatik“ («Крещатик», Korbach), „Nový břeh“ («Новый берег», Kodaň), „Sibiřské ohně“ (Novosibirsk). V této sekci bylo možné najít také časopis „Ateliér“ («Студия», Berlín) a stejně tak časopis „Slovo/Word“ («Слово\Word», New York). V roce 2013 a 2014 byly však oba tyto časopisy přesunuty do sekce „Archiv“.
Jedním z nejdiskutovanějších témat v literárních kruzích se pak v březnu 2007 stalo rozhodnutí vedení Časopisového portálu o zamítnutí členství časopisu „Vzduch“ («Воздух», Moskva) v tomto projektu.
Komentáře spisovatelů:
"Časopisový portál není věstník všech publikací na světě. Jedná se o nezávislý projekt s vlastním estetickým postojem a vnitřním řádem. O tom, zda bude nový časopis přijat do portálu, má rozhodnout většina hlasů redaktorů časopisů vedených v Časopisovém portálu. Estetický posudek může být vždy zpochybněn. Odráží však určité množství názorů. O zamítnutí časopisu „Vzduch“ rozhodla většina hlasů, což tedy není v rozporu s řádem projektu. V tomto případě však byly posudky odlišné." /Alexej Aljochin, šéfredaktor časopisu „Arion“/
"Domnívám se, že v tomto případě jde o polemické rubriky časopisu „Vzduch“. Odezva je objasnitelná v systémovém pojetí komunálky: „Nebylo třeba tolik namítat“. Myslím si, že jako kulturní reakce je takový do jisté míry „demokratický“ zákaz něco opravdu hloupého a nedůstojného. Takové nesmyslné stanovisko ponouká k prověření celého mechanismu, který se zdál být racionálním. Jako by byl orientován na malé, nové publikace typu (fantazíruji) „Galaxie“ («Галактика», Tver). Rada expertů se dohaduje, zdali úspěch nepřebral časopis „Galaxie“. Hurá, pokud ano. Ouvej, pokud ještě ne. Jestliže je však umělecká úroveň kandidáta („Vzduch“) viditelně nižší než u sudích („Nová Mládež“), mechanismus se stává čistě politickým а neobjektivním. Teď už, co se týče tverské publikace, neuvěřím takové radě ani já. Systém v podstatě fungoval, dokud nedošlo k prvnímu selhání. První selhání je evidentní. Je nezbytné dát tento systém do pořádku." /Leonid Kosťukov, prozaik, kritik/
V roce 2009 bylo bez udání důvodu zamítnuto začlenění časopisu „Literární studie“ («Литературная учёба») do Časopisového portálu:
Na konci roku 2008 redakce časopisu „Literární studie“ požádala vedení Časopisového portálu o zařazení do projektu. Čtenářská pozornost věnovaná webovým stránkám časopisu (www.lych.ru) byla pro nás v té době neuspokojivá. Byli jsme si plně vědomi toho, že se s žádostí o pomoc obracíme k jednotlivým osobám, jejichž ideologické a estetické hodnoty se od těch našich liší. Potenciální úspěch jsme přitom viděli ve vzájemně výhodné spolupráci, jelikož jsme se domnívali, že časopis „Literární studie“ by jako jeden z nejstarších časopisů v zemi mohl přilákat pozornost i k samotnému Časopisovému portálu. Navzdory ohlášenému a platnému „moratoriu“ jsme nebyli odmítnuti okamžitě. Vypadalo to, že je tato pomlka v jistém smyslu namířena proti nám. Samozřejmě však netvrdím, že to tak skutečně bylo. Naposledy jsme situaci v Časopisovém portálu mapovali loni na podzim. Pro nás však bez pozitivního výsledku. /Maxim Lavrenťjev, šéfredaktor časopisu „Literární studie“/
Se žádostí o začlenění do projektu se na vedení portálu velmi dlouho obracela také redakce ufimského časopisu „Bělskije prostory“ («Бельские просторы»). V březnu 2010 vyšlo najevo, že i tomuto časopisu portálu žádost bez vysvětlení zamítl. V blozích a literárních médiích vypukl skandál. Někteří spisovatelé byli nespravedlností a lhostejností vedení portálu pobouřeni. Na přijetí časopisu „Bělskije prostory“ do projektu trvali Světlana Vasilenková, Alexandr Karasjov, Andrej Rudaljov, členové petrohradského poetického sdružení „Piitěr“ a další.
Podle slov Sergeje Kostyrkova:
"…odpůrci Časopisového portálu projednávali na Internetu návrh na podání náležité žádosti prezidentovi a vládě. Literární veřejnost se k nim obracela s prosbou znárodnit Časopisový portál a na jeho místě vytvořit souhrnnou on-line knihovnu “tlustých” časopisů, kam by mohli být zařazeni všichni zájemci. Na Internetu visí texty s titulky jako: „Jak dlouho bude Časopisový portál soukromým vlastnictvím?“, „Šovinismus tlustých časopisů“ a tak dále <…> právě takovým stylem protlačování časopisu „Bělskije prostory“ do Časopisového portálu se tento skandál stal další public relations společností." 
Po tomto skandálu došlo ke změně pravidel. Podávání přihlášek bylo zrušeno a nové časopisy nyní Časopisový portál přizývá sám podle svého uvážení. Tímto způsobem byl v roce 2010 do projektu místo časopisu „Bělskije prostory“ přijat ukrajinský časopis „Svaz spisovatelů“.

### Vyřazení časopisů z Časopisového portálu
V momentě, kdy je časopis z projektu vyřazen, přesouvá se do sekce „Archiv“ a přestává být dále aktualizován. Důvody vyřazení časopisu Časopisový portál nezveřejňuje. Ví se, že časopis „Volha – XXI. století“ byl z portálu vyloučen po kontroverzním vystřídání jeho redakce. Předchozí redakce obnovila časopis „Volha“ a vedení Časopisového portálu se rozhodlo spolupracovat pouze s tímto časopisem.
V sekci „Archiv“ jsou dostupné tyto časopisy: „Starý literární přehled“ («Старое литературное обозрение») od roku 2001, „Nová ruská kniha“ («Новая русская книга») a „Nový LUK“ («Новый ЛИК») od roku 2002, „Novinky z Uralu“ («Уральская новь») od roku 2004, „Kritičeskaja massa“ («Критическая масса») a „Logos“ («Логос») od roku 2006, „Volha – XXI. století“ od roku 2008. V roce 2013 byly vyřazeny dva časopisy: „Zahraniční zápisky“ a „Ateliér“, v roce 2014 to byl pouze jeden – „Slovo/Word“.
Současně však do archivu nebyl zařazen „Kontinent“ («Континент»), který se začal vydávat on-line a v portálu přestal být aktualizován od roku 2013. Po sporné výměně šéfredaktora upadl do zapomnění také časopis „Sibiřské ohně", který sice nepřešel do archivu, ale aktualizován není od ledna 2014.